# آتلانتیک اکسپرس
آتلانتیک اکسپرس (به انگلیسی: Atlantic Express (airline)) یک شرکت هواپیمایی است که در تاریخ ۱۹۸۵ میلادی تأسیس شده است.
دفتر مرکزی آتلانتیک اکسپرس در اکستر، انگلستان، بریتانیا واقع شده‌است و قطب این شرکت هواپیمایی در فرودگاه بین‌المللی اکستر قرار دارد.